# Dia de les Lletres Gallegues

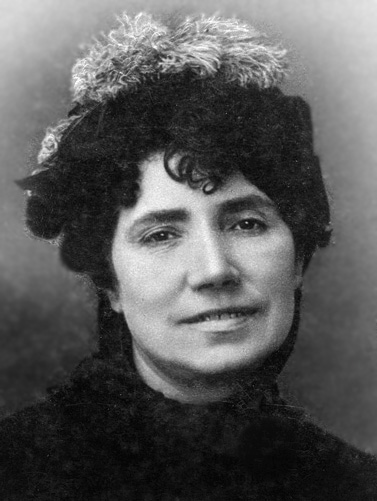
Rosalía de Castro, primera escriptora a ser homenatjada.

El Dia de les Lletres Gallegues (Día das Letras Galegas en gallec) és una celebració instituïda el 1963 per la Reial Acadèmia Gallega per a homenatjar a aquelles persones que destacaren per la seua creació literària en gallec o per la seua defensa d'aquesta llengua. Cada any es dedica a una personalitat diferent, escollida per la Reial Acadèmia Gallega, tenint en compte que s'exigeixen almenys deu anys des de la seua defunció. Des de la instauració d'aquesta celebració cultural, solament el 1998 va haver-hi una dedicació conjunta als poetes medievals Martín Codax, Xohán de Cangas i Mendinho, famosos per les seves cantigas.
La data de celebració d'aquest esdeveniment, el 17 de maig, es deu al fet que en tal dia com aquest, el 1863, es va publicar a l'Havana el primer exemplar de l'obra Cantares Gallegos, de Rosalía de Castro, que marcaria l'inici del "Rexurdimento", o renaixement cultural del gallec. És festiu a la Comunitat Autònoma de Galícia.

## Llista de figures homenatjades
- 1963 - Rosalía de Castro
- 1964 - Alfonso Daniel Rodríguez Castelao
- 1965 - Eduardo Pondal
- 1966 - Francisco Añón
- 1967 - Manuel Curros Enríquez
- 1968 - Florentino López Cuevillas
- 1969 - Antonio Noriega Varela
- 1970 - Marcial Valladares Núñez
- 1971 - Gonzalo López Abente
- 1972 - Valentín Lamas Carvajal
- 1973 - Manuel Lago González
- 1974 - Xoán Vicente Viqueira Cortón
- 1975 - Xoán Manuel Pintos Villar
- 1976 - Ramón Cabanillas
- 1977 - Antón Villar Ponte
- 1978 - Antonio López Ferreiro
- 1979 - Manuel Antonio
- 1980 - Alfons X el Savi
- 1981 - Vicente Risco
- 1982 - Luís Amado Carballo
- 1983 - Manuel Leiras Pulpeiro
- 1984 - Armando Cotarelo Valledor
- 1985 - Antón Losada Diéguez
- 1986 - Aquilino Iglesia Alvariño
- 1987 - Francisca Herrera Garrido
- 1988 - Ramón Otero Pedrayo
- 1989 - Celso Emilio Ferreiro
- 1990 - Luís Pimentel
- 1991 - Álvaro Cunqueiro
- 1992 - Fermín Bouza Brey
- 1993 - Eduardo Blanco Amor
- 1994 - Luís Seoane
- 1995 - Rafael Dieste
- 1996 - Xesús Ferro Couselo
- 1997 - Ánxel Fole
- 1998 - Xohán de Cangas, Martín Codax i Mendinho
- 1999 - Roberto Blanco Torres
- 2000 - Manuel Murguía
- 2001 - Eladio Rodríguez González
- 2002 - Fra Martín Sarmiento
- 2003 - Antón Avilés de Taramancos
- 2004 - Xaquín Lorenzo Fernández, Xocas
- 2005 - Lorenzo Varela
- 2006 - Manuel Lugrís Freire
- 2007 - María Mariño
- 2008 - Xosé María Álvarez Blázquez
- 2009 - Ramón Piñeiro López
- 2010 - Uxío Novoneyra
- 2011 - Lois Pereiro
- 2012 - Valentín Paz-Andrade
- 2013 - Roberto Vidal Bolaño
- 2014 - Xosé María Díaz Castro[2]
- 2015 - Xosé Fernando Filgueira Valverde
- 2016 - Manuel María
- 2017 - Carlos Casares Mouriño
- 2018 - María Victoria Moreno
- 2019 - Antón Fraguas
- 2020 - Ricardo Carvalho Calero
- 2021 - Xela Arias
- 2022 - Florencio Delgado
- 2023 - Francisco Fernández del Riego
- 2024 - Luísa Villalta
- 2025 - Adolfina Casás Rama, Rosa Casás Rama, Eva Castiñeira, Asunción Garrido Ameixenda, Prudencia Garrido Ameixenda i Manuela Lema Villar (Pandeireteiras de Mens) com a cantareiras.[3]